# 비숍 (마블 코믹스)
비숍(Bishop, 본명: 루카스 비숍, Lucas Bishop)은 마블 코믹스의 프랜차이즈 작품인 엑스맨과 관련된 가상의 인물이다. 공동작가 와일스 포트라시오와 짐 리가 창작했으며, 1991년 11월 언캐니 엑스맨 #282에서 처음으로 등장한다.
비숍은 제이비어스 세큐리티 엔포서스 (처음에는 제이비어 스쿨 엔포서라고 불린)의 멤버였고, 미래 마블 유니버스의 디스토피아의 뮤턴트 경찰이자 현상금 사냥꾼이었다. 그는 20세기로 여행을 왔고 그가 전설로만 알고 있던 엑스맨에 들어갔다. 야단스러운 안티히어로인 그는 현시대의 규범에 적응을 하는데 어려움을 겪었다. 10년 뒤, 비숍은 엑스맨의 주요적이 되었다.
비숍은 1990년대의 엑스맨 애니메이션 시리즈에 자주 등장했다. 프랑스 출신의 배우 오마르 시가 실사화 영화 엑스맨: 데이즈 오브 퓨처 패스트에서 비숍 역을 연기했다.